# Leśnianka

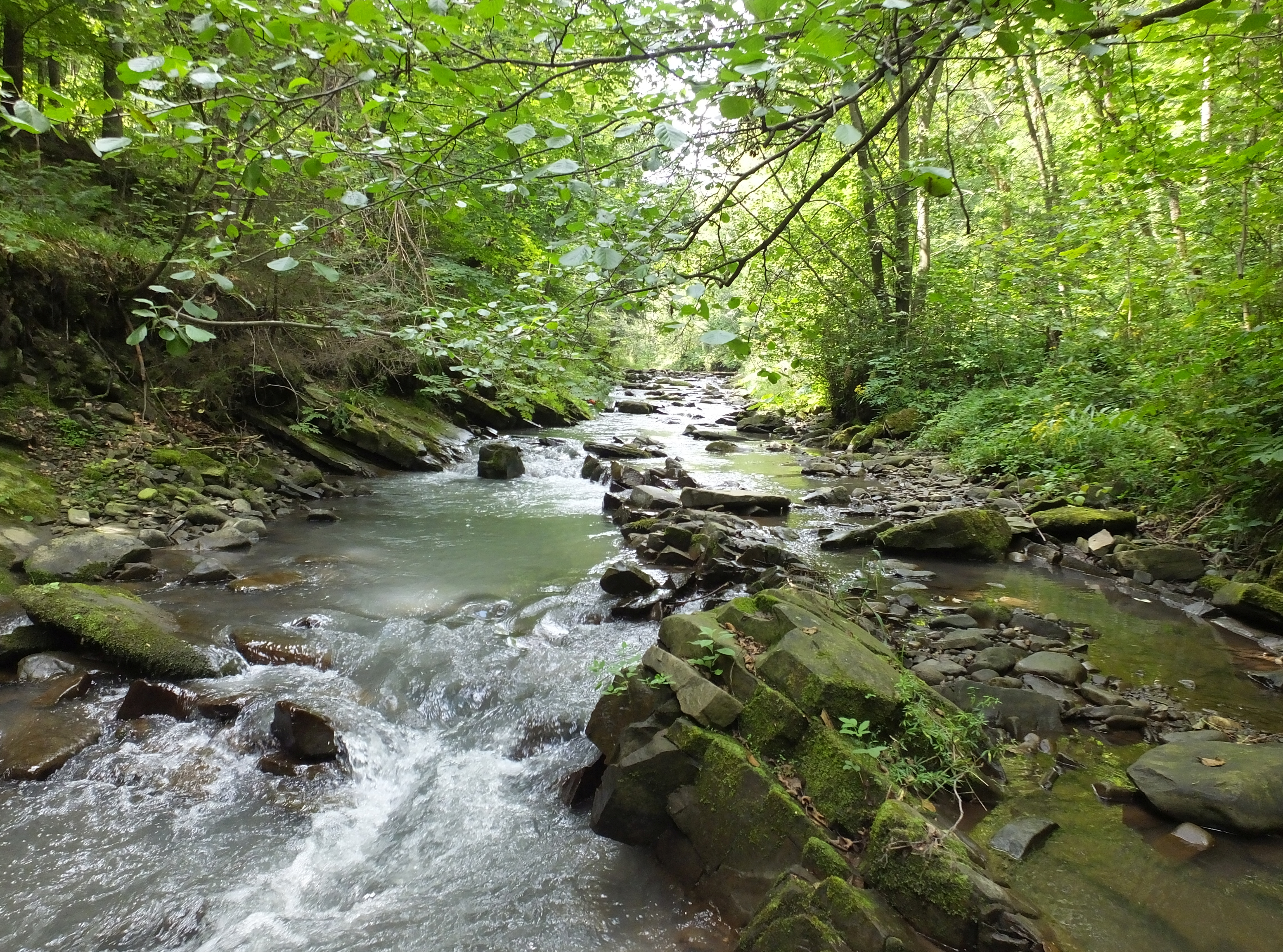
Leśnianka

Die Leśnianka ist ein linker Zufluss der Soła, eines Nebenflusses der Weichsel von 14,7 Kilometern Länge. Der Fluss entspringt an den Osthängen der Magurka Wiślańska, Zielony Kopiec, Malinowska Skała und Kościelec in den Schlesischen Beskiden in Ostre und mündet im Saybuscher Becken südlich von Żywiec in die Soła. Im Oberlauf hat er den Charakter eines Gebirgsflusses. Das Quellwasser der Leśnianka wurde seit dem 19. Jahrhundert zum Brauen von Bier in der Brauerei Żywiec verwendet.

## Tourismus
Entlang des Flusses führt ein markierter Wanderweg von Ostre auf die Malinowska Skała.